# Tryppehna
Tryppehna ist eine Ortschaft und ein Ortsteil von Möckern im Landkreis Jerichower Land in Sachsen-Anhalt.

## Geografie
Tryppehna liegt am westlichen Ausläufer des Höhenzuges Fläming und ist im weiten Umkreis von landwirtschaftlichen Flächen umgeben. Erst in vier Kilometer Entfernung in nördlicher und östlicher Richtung beginnen die Wälder des Pabsdorfer und Möckeraner Forstes. Der Stegelitzer Berg, knapp zwei Kilometer in nordwestlicher Richtung gelegen, ist mit 86 Metern die höchste Erhebung in unmittelbarer Umgebung. Das Stadtzentrum von Möckern ist etwa sechs Kilometer entfernt und über die Kreisstraße 1232 und die Bundesstraße 246a zu erreichen.
Naturräumlich gehört der Ort zum Zerbster Land, einer ackergeprägten offenen Kulturlandschaft und 536 km² großen Haupteinheit der übergeordneten Haupteinheitengruppe des Fläming im norddeutschen Tiefland. Das Zerbster Land bildet die Südwestabdachung des Flämings zur Elbe und gehört zum Einzugsgebiet dieses Flusses.

## Geschichte
Der Ort wurde als Tribeni 992 anlässlich einer Schenkung an das Kloster Memleben erstmals urkundlich erwähnt. Spätere Namen sind Tropeni, Tropene (1301) und Treppene (1420). Erst 1843 wurde die Ortsbezeichnung Tryppehna amtlich festgelegt. Von 1395 bis 1538 stand die Pfarre unter dem Patronat des Zisterzienserinnenklosters Plötzky. Es lag an der alten Heerstraße Brandenburg–Magdeburg. Jahrhunderte gehörte der Ort zur kursächsischen Enklave Gommern auf magdeburgisch-brandenburgischen Terrain. Im 16. Jahrhundert kam Tryppehna als Teil des Amtes Gommern zum sächsischen Kreis Belzig. Nach Napoleons Sieg über Preußen gehörte Tryppehna von 1808 bis 1813 zum Königreich Westphalen des Napoleon-Bruders Jerome. Nach der Niederlage Napoleons und der preußischen Verwaltungsneuordnung kam Tryppehna 1818 zum preußischen Landkreis Jerichow I mit der Kreisstadt Burg. Im Zuge der DDR-Gebietsreform wurde der Ort 1952 dem Landkreis Loburg und nach dessen Auflösung 1957 dem Landkreis Burg zugeordnet. 1910 hatte Tryppehna 308 Einwohner, 1939 280. Während der DDR-Zeit war die Einwohnerzahl 1964 wieder auf 371 angestiegen. Nach der Kreisreform des Bundeslandes Sachsen-Anhalt von 1994 lag Tryppehna im Landkreis Jerichower Land. Am 1. Januar 2009 wurde die bis dahin selbstständige Gemeinde Tryppehna in die Stadt Möckern eingemeindet. Die letzte Bürgermeisterin der Gemeinde Tryppehna war Erika Krüger.

## Politik
Ortsbürgermeister ist Karl-Heinz Stein.

### Wappen
Blasonierung: „In Rot drei steigende goldene Lindenblätter (2:1).“ 
Das Wappen wurde 1996 vom Kommunalheraldiker Jörg Mantzsch gestaltet.

### Flagge
Die Flagge ist gelb - rot (1:1) gestreift (Querform: Streifen waagerecht verlaufend, Längsform: Streifen senkrecht verlaufend) und mittig mit dem Wappen belegt.

## Kultur und Sehenswürdigkeiten

### Traditionen
Alljährlich am ersten Sonntag im Juli lädt die evangelische Kirchengemeinde zum Erntebittgottesdienst unter freiem Himmel ein, um für eine gute Ernte zu bitten. Dieser Festgottesdienst ist in der Region einzigartig und wurde in Tryppehna nach 1945 vom damaligen Pfarrer eingeführt, der aus Ostpreußen stammte und diese Tradition von dort mitgebracht hatte.

### Kirche

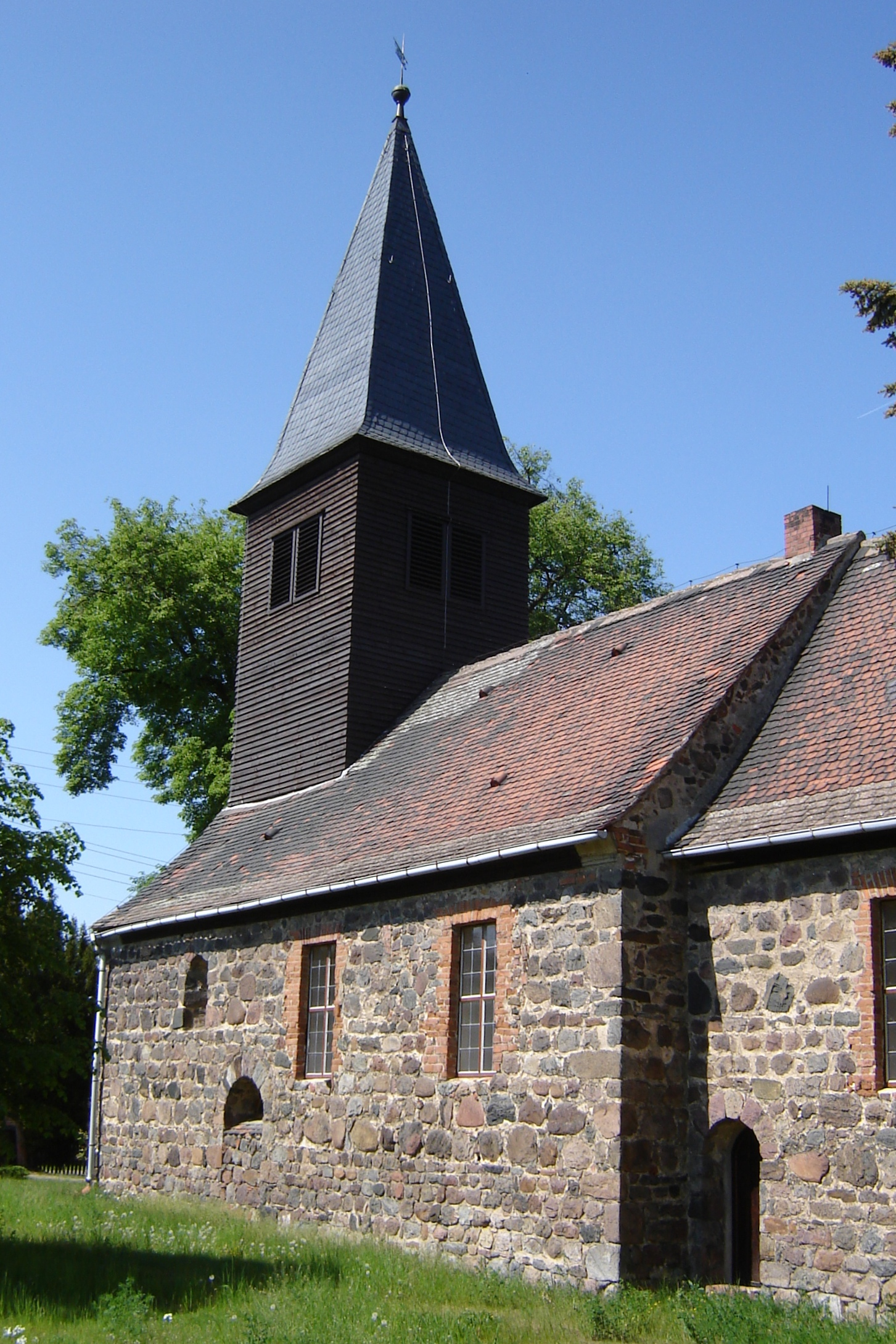
Marienkirche von Südost

Die evangelische St.-Marien-Kirche ist ein einheitlicher romanischer Bau, dessen Ursprung im letzten Viertel des 12. Jahrhunderts liegt. Er besteht aus dem rechteckigen Kirchenschiff mit 14 Metern Länge und neun Metern Breite, dem eingezogenen quadratischen Chor und er halbkreisförmigen Apsis. Die Außenmauern wurden mit gespaltenen Feldsteinen ausgeführt. Schiff und Chor sind mit einem Satteldach gedeckt. 1818 wurde auf dem Westgiebel ein Dachreiter in Fachwerkausführung errichtet, der ein mit Ziegeln gedecktes Pyramidendach trug. Er wurde 1898 erneuert, in den 1930er Jahren jedoch abgetragen und durch einen quadratischen Holzturm ersetzt, der ein hohes schiefergedecktes Pyramidendach trägt. Der gesamte Turm wurde in den 1990er Jahren erneuert. In der Nord- und Südwand sind jeweils ein kleines Rundbogen- und zwei größere Rechteckfenster eingelassen. Die Rechteckfenster sind mit Ziegelsteinen eingefasst. Während sich der Eingang in der Westwand befindet, wurden die in der Süd- und Nordwand befindlichen kleinen Rundbogenportale zugemauert. Durch die Südwand führt ein Durchgang in den Chorraum.
Das Innere der Kirche wird von einer bemalten Flachdecke abgeschlossen. Der Chor ist durch einen rundbogigen Triumphbogen abgetrennt, an der Westseite wurde eine Empore angebracht. Ältestes Ausstattungsstück ist der spätromanische aus Sandstein gefertigte Taufstein aus der ersten Hälfte des 13. Jahrhunderts. Sein Beckenrand ist mit einem Hufeisenbogenfries geschmückt. Der gotische Schnitzaltar stammt aus der ersten Hälfte des 15. Jahrhunderts. Im Schrein gruppieren sich um die Madonnenfigur vier Heiligenfiguren. Die Predella ist mit einer Rankenmalerei verziert. Die beiden Flügel gelten seit dem 19. Jahrhundert als verschollen. Der hölzerne Kanzelkorb stammt aus dem Beginn des 17. Jahrhunderts. Die Orgel auf der Westempore wurde Anfang des 19. Jahrhunderts gebaut.